# Kilimandjaro (région)
Pour les articles homonymes, voir Kilimandjaro (homonymie).

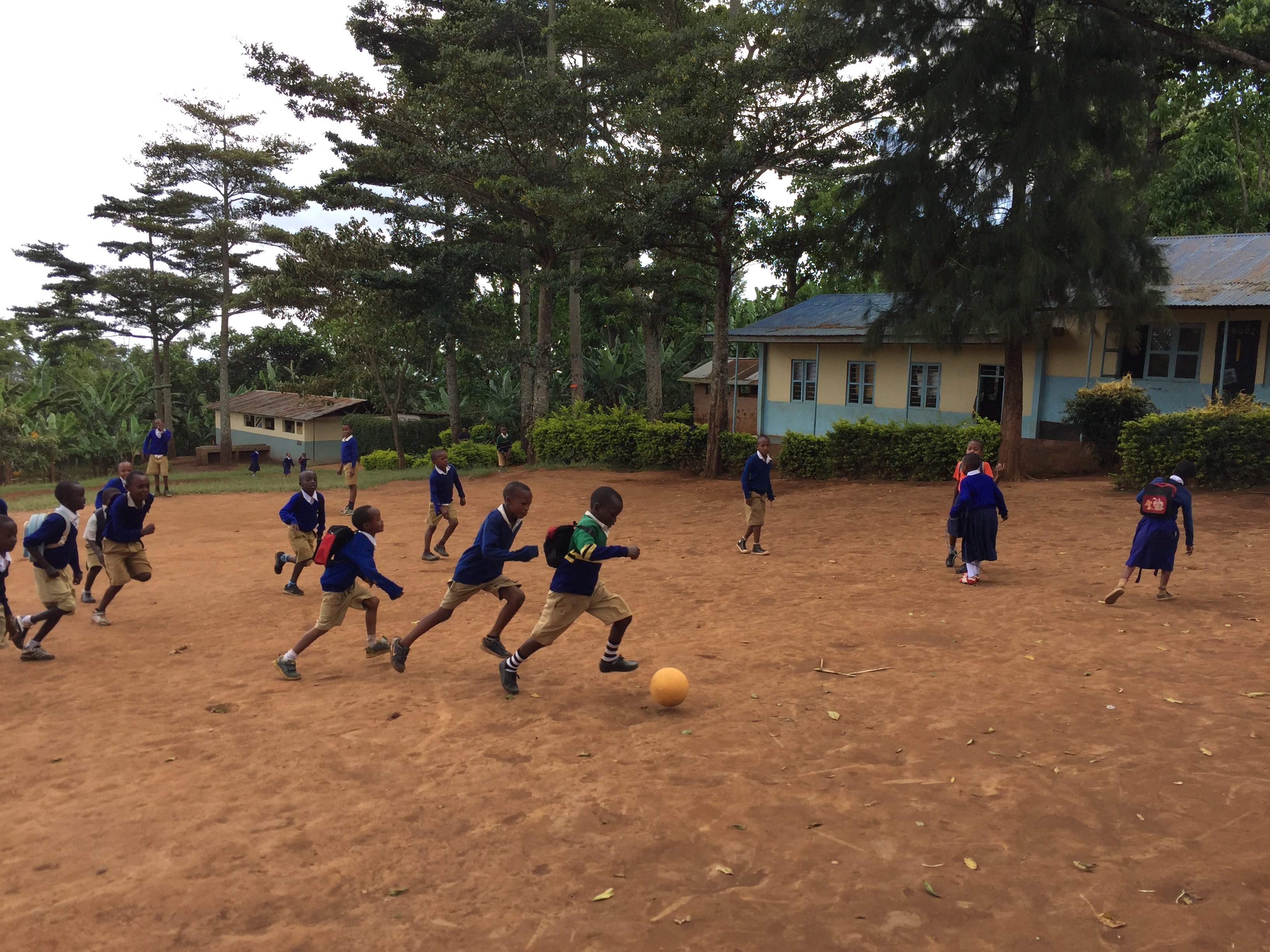
École près de Mwika, dans la région du Kilimandjaro.

Le Kilimandjaro est une région du nord-est de la Tanzanie. Sa capitale est Moshi, située au pied du grand volcan Kilimandjaro, le plus haut sommet d'Afrique.